# Sérgio Dias Branco
Sérgio Dias Branco (nascido em 5 de setembro de 1977) é crítico de cinema, teórico do cinema e da televisão, filósofo, teólogo e sindicalista. É Professor Associado de Estudos Fílmicos da Universidade de Coimbra e membro do Conselho Nacional da Confederação Geral dos Trabalhadores Portugueses (CGTP-IN), a maior central sindical de Portugal.

## Carreira
A sua carreira docente no ensino superior começou na Universidade de Kent, onde obteve um doutoramento em estudos fílmicos. Depois lecionou na Universidade NOVA de Lisboa antes de se mudar para a Universidade de Coimbra. É diretor do Mestrado em Estudos de Arte e coordenador do LIPA - Laboratório de Investigação e Práticas Artísticas da Universidade de Coimbra.

### Investigador
Branco é investigador do Centro de Estudos Interdisciplinares do Século XX (CEIS20) na Universidade de Coimbra, depois de deixar o Instituto de Filosofia da NOVA. Tem sido membro convidado do grupo de crítica de cinema “The Magnifying Class” da Universidade de Oxford, coordenado por Andrew Klevan. Desenvolve investigação nas áreas científicas dos estudos fílmicos, religiosos, televisivos, e da classe trabalhadora.

### Revistas
De 2010 a 2019, ele foi um dos editores da Cinema: Revista de Filosofia e da Imagem em Movimento. Ele co-edita Conversations: The Journal of Cavellian Studies, a único revista académica dedicada ao estudo e discussão da obra de Stanley Cavell.

### Afiliações
Ele foi eleito para a Direção da Associação de Investigadores da Imagem em Movimento (AIM) entre 2014 e 2020 e os seu presidente entre 2018 e 2020. Branco também é membro da Working-Class Studies Association desde 2017 e da European Network for Film and Media Scholars e Society for Cinema & Media Studies desde 2011 e 2009, respetivamente.

## Religião
Sendo membro leigo da Ordem dos Pregadores, Branco é um católico devoto. Ele foi recebido na Fraternidade Leiga de São Domingos no Porto em 2012 e fez a sua profissão perpétua como leigo dominicano em 2017, numa Missa presidida pelo então Mestre da Ordem, Bruno Cadoré, em Fátima.
Branco foi colaborador regular do Pontos SJ, o portal dos jesuítas em Portugal.
Desde 2022, coordena o Terra da Fraternidade. Trata-se de “um espaço independente e inclusivo de encontro e intervenção no âmbito religioso, alimentado por vozes de diferentes tradições e espiritualidades que lutam pelo progresso social”.

## Ativismo
Muito do seu ativismo político tem a ver com a união da esquerda. Como sindicalista, ele é membro do Sindicato dos Professores da Região Centro e da Federação Nacional de Professores, tendo várias funções desde 2014. Em 2020, no XIII Congresso da CGTP-IN, foi eleito para o Conselho Nacional e a sua Comissão Executiva, uma possibilidade divulgada anteriormente pela imprensa.
Ele é afiliado da associação política de esquerda Intervenção Democrática. Branco concorreu como candidato pela Coligação Democrática Unitária.

## Publicações

### Livros
- O Trabalho das Imagens: Estudos sobre Cinema e Marxismo. Lisboa: Página a Página, 2020.
- Escrita em Movimento: Apontamentos Críticos sobre Filmes. Lisboa: Documenta, 2020. ISBN 978-989-9006-32-4
- Por Dentro das Imagens: Obras de Cinema, Ideias do Cinema. Lisboa: Documenta, 2016. ISBN 978-9898618924

### Números de revistas editados selecionados
- Cinema: Revista de Filosofia e da Imagem em Movimento, n.º 9, “Islão e Imagens” (com Patrícia Silveirinha Castello Branco e Saeed Zeydabadi-Nejad). ISSN 1647-8991
- Cinema: Revista de Filosofia e da Imagem em Movimento, n.º 8, “A Filosofia de Marx” (com Michael Wayne). ISSN 1647-8991
- Cinema: Revista de Filosofia e da Imagem em Movimento, n.º 4, "Filosofia da Religião". ISSN 1647-8991 ISSN 1647-8991

### Artigos e capítulos de livros selecionados
- “The Urban and the Domestic: Spaces of American Film Noir”. In New Approaches to Cinematic Spaces, ed. Filipa Rosário e Iván Villarmea Álvarez, pp. 85-96. Londres: Routledge, 2018. ISBN 978-113-860-444-5
- «"The Past Tense of Our Selves: Um Adeus Português in 1980s Portugal"». . Journal of Lusophone Studies, vol. 2, n.º 1, "Special Dossier on Portuguese Cinema", ed. Clara Rowland and Estela Vieira, pp. 41–58. ISSN   2469-4800
- "Sembène, Ousmane (1923-2007)". In The Palgrave Encyclopedia of Imperialism and Anti-Imperialism, vol. I, ed. Immanuel Ness e Zack Cope, pp. 218-222. Basingstoke: Palgrave Macmillan, 2016. ISBN   978-023-039-277-9
- «"Kino Kino Kino Kino Kino: Guy Maddin's Cinema of Artifice». . L'Atalante: Revista de estudos cinematográficos, n.º 19, coord. Pablo Hernández Miñano e Violeta Martín Núñez, pp. 105-110. ISSN 2340-6992
- “Situating Comedy: Duration and Inhabitation in Classical American Sitcoms”. In Television Aesthetics and Style, ed. Jason Jacobs e Steven Peacock, pp. 93-102. Nova Iorque: Bloomsbury, 2013. ISBN 978-144-117-992-0